# Johan Sætre
Johan Sætre, né le 5 janvier 1952 à Trysil, est un sauteur à ski norvégien.

## Biographie
Membre du club de Trysil, il fait ses débuts avec l'équipe nationale lors de la saison 1973-1974, prenant part à la Tournée des quatre tremplins et aux Championnats du monde de Falun, où avec une neuvième place au grand tremplin, il obtient son meilleur résultat en mondial.
Lors de l'édition 1975-1976 de la Tournée des quatre tremplins, il finit sur le podium au concours de Bischofshofen (3e). Il obtient son prochain podium dans la Tournée en 1979 sur le même tremplin, le classant cinquième final, son meilleur bilan dans la compétition reine du saut à ski.
Il participe aux Jeux olympiques d'hiver de 1976, où il est 18e et 13e et aux Jeux olympiques d'hiver de 1980, où il est 14e et 31e. En 1980, il est déjà acteur dans la nouvelle Coupe du monde, montant sur son premier podium à Garmisch-Partenkirchen, puis sur deux autres sur la Tournée suisse. Un an plus tard, c'est encore en Suisse, qu'il s'illustre gagnant son unique concours individuel à Gstaad. Il compte trois autres podiums à son actif avant la fin de cet hiver, dont un à Oslo, le menant au sixième rang du classement général comme l'année dernière. Il est récompensé par la Médaille Holmenkollen cette année également.
Aux Championnats du monde 1982 à Oslo, il fait partie de la première équipe championne du monde de saut à ski en compagnie de Per Bergerud, Ole Bremseth et Olav Hansson.
Il prolonge sa carrière sportive jusqu'à la fin de la saison 1982-1983. Il compte un total de neuf titres de champion de Norvège, soit un record à l'époque.

## Palmarès

### Jeux olympiques
| Épreuve / Édition | Innsbruck 1976 | Lake Placid 1980 |
| Petit tremplin    | 18e            | 14e              |
| Grand tremplin    | 13e            | 31e              |

### Championnats du monde
| Épreuve / Édition | Falun 1974 | Oslo 1982 |
| Petit tremplin    |            | 17e       |
| Grand tremplin    | 9e         | 24e       |
| Par équipes       |            | Or        |

### Coupe du monde
- Meilleur classement général : 6e en 1980 et 1981.
- 9 podiums : 1 victoire, 4 deuxièmes places et 4 troisièmes places.

#### Victoire
| Année | Lieu            |
| 1981  | Gstaad (Suisse) |

#### Classements généraux
| Compétition/Année | Compétition/Année | Coupe du monde | Coupe du monde |
| ----------------- | ----------------- | -------------- | -------------- |
| Compétition/Année | Compétition/Année | Classement     |                |
| 1980              | 1980              | 6e             |                |
| 1981              | 1981              | 6e             |                |
| 1982              | 1982              | 9e             |                |
| 1983              | 1983              | 63e            |                |

#### Tournée des quatre tremplins
- 5e de la Tournée 1978-1979.
- 3 podiums dans des manches[1].